# Décima Batalha do Isonzo
A Décima Batalha do Isonzo foi um grande combate travado entre o Reino de Itália e o Império Austro-Húngaro, no contexto do fronte italiano na Primeira Guerra Mundial, entre 10 de maio e 8 de junho de 1917.

## Contexto
Com nove inconclusivas ofensivas feitas até agora ao longo do rio Isonzo até maio de 1917, o comandante-em-chefe do exército italiano, Luigi Cadorna, responsável pelo planejamento de todas as batalhas anteriores no Isonzo, estava ficando cada vez mais inquieto com o prospecto de uma intervenção militar direta dos alemães em favor dos austro-húngaros. De fato, a Alemanha estava mobilizando tropas e mais suprimentos para ajudar os enfraquecidos austríacos, o que poderia virar a maré da guerra na frente italiana em favor das Potências Centrais.
Naquela altura, estava claro que o exército austro-húngaro estava sofrendo muito com a constante guerra de atrito, embora o mesmo pudesse ser dito a respeito do exército italiano. Batalha após batalha sendo travadas ao longo do rio Isonzo deixara milhares de mortos, com pouca coisa sendo conquistada.
O novo primeiro-ministro do Reino Unido, David Lloyd George, acreditava que a guerra na Europa não seria decidida apenas na frente ocidental. De fato, Lloyd George estava disposto a enviar recursos ingleses e franceses do fronte oeste na Europa Ocidental para ajudar os italianos na sua luta ao longo do rio Isonzo, para poder minar as Potências Centrais pelo sul.
Contudo, os comandantes dos exércitos, como o inglês Douglas Haig e vários oficiais franceses, discordavam de Lloyd George, argumentando que recursos vitais não poderiam ser cedidos da frente ocidental, especialmente devido ao lançamento da grande ofensiva de Aisne, liderada pelo general francês Robert Nivelle.
Assim, o general Nivelle enviou Ferdinand Foch para se encontrar com o marechal Cadorna e discutir as opções. Na reunião foi acertado que os franceses e britânicos enviariam ajuda aos italianos apenas em caso de necessidade extrema. Um plano de contingência foi então desenvolvido para o evento de uma emergência na frente italiana. Tal plano de assistência rápida foi, mais tarde, de fato invocado, em outubro de 1917 após a desastrosa derrota italiana em Caporetto na décima segunda Batalha do Isonzo.
Com o plano de contingência firmado, o general francês Ferdinand Foch começou a pressionar o marechal Cadorna para que ele lançasse uma nova grande ofensiva ao longo do Isonzo, ao mesmo tempo que os Aliados lançariam seus próprios ataques na região do Aisne (que começou em abril de 1917). Cadorna concordou e a décima batalha do rio Isonzo começou com um intenso bombardeio de artilharia, em 10 de maio de 1917.

## A ofensiva
Os italianos, mobilizando pelo menos 38 divisões - contra 14 dos austro-húngaros - mudaram de tática de novo. Nas três ofensivas anteriores feitas ao longo do Isonzo, o marechal Cadorna se concentrou em ataques curtos e rápidos contra alvos próximos pré-definidos, normalmente visando expandir sua linha de frente mais para leste da cidade de Gorizia. Desta vez os italianos voltaram a se concentrar no Planalto de Cársico, a sudeste de Gorizia, enviando sua infantaria ao longo de um fronte de 40 km para finalmente quebrar as linhas do inimigo em Trieste. Um objetivo secundário desta ofensiva era tomar o monte Škabrijel, abrindo assim caminho para o vale de Vipava, no litoral esloveno.
Inicialmente parecia que os italianos iam ser bem sucedidos. Ao fim de maio de 1917, o exército real italiano havia avançado mais de 15 km até Trieste, se aproximando da cidade costeira de Duino, embora ataques subsidiários em outras frentes na região tenham fracassado. Ainda assim, os austro-húngaros lançaram uma grande contra-ofensiva em 3 de junho, reconquistando praticamente todo o território perdido até então. Quando o marechal Cadorna decidiu encerrar a ofensiva, em 8 de junho, pouco do terreno conquistado ainda estava nas mãos dos italianos.
Alguns combates também foram reportados ao norte do fronte, nos Alpes Julianos, onde os austro-húngaros haviam reforçado suas posições nas montanhas de Vršič.
Ambos os lados sofreram pesadas baixas na batalha. Os italianos perderam pelo menos 160 000 homens, entre mortos, feridos, capturados ou desaparecidos; as baixas austro-húngaras superaram 75 000 combatentes (incluindo mais de 17 000 mortos). Com a moral dos italianos encolhendo, Cadorna planejou mais uma grande ofensiva e reuniu uma enorme quantidade de artilharia e várias divisões extras para tentar, de uma vez por todas, quebrar as linhas do inimigo ao longo do rio Isonzo. Em agosto de 1917, começaria a décima-primeira batalha do Isonzo, mas ela seria igualmente inconclusiva.